# Sciaenochromis ahli
Sciaenochromis ahli é uma espécie de peixe da família Cichlidae.
Pode ser encontrada nos seguintes países: Malawi, Moçambique e Tanzânia.
O seu habitat natural é o lago Malawi.